# Покровская епархия
Покро́вская епа́рхия — епархия Русской православной церкви, объединяющая приходы в юго-восточной части Саратовской области (в границах Александрово-Гайского, Дергачевского, Ершовского, Краснокутского, Новоузенского, Озинского, Питерского, Ровенского, Советского, Фёдоровского и Энгельсского районов). Входит в состав Саратовской митрополии.

## История
1 января 1851 года заволжские уезды Саратовской губернии (Новоузенский, в который входила Покровская слобода, и Николаевский) в гражданском отношении были переданы новосозданной Самарской губернии, а в церковном — переподчинены от Саратовской епархии к новооткрытой Самарской.
В 1931—1940 годы существовало Покровское викариатство Саратовской епархии, объединявшее «область Немецкого Поволжья».
5 октября 2011 года создана самостоятельная Покровская епархия, будучи выделена из состава Саратовской епархии, с кафедральным центром в городе Энгельсе, именовавшемся до 1931 года Покровск, и вторым кафедральным центром в городе Пугачёве, именовавшемся до 1918 года Николаевск.
6 октября 2011 года Покровская епархия была включена в состав новообразованной Саратовской митрополии.
Епископом Покровским и Николаевским назначен клирик Саратовской епархии игумен Пахомий (Брусков).
24 марта 2021 года из состава епархии выделена Балаковская епархия, которой передана территория Балаковского, Духовницкого, Ивантеевского, Краснопартизанского, Марксовского, Перелюбского и Пугачёвского районов Саратовской области. Епископу Покровской епархии изменили титул на «Покровский и Новоузенский».
16 марта 2023 года, в связи с переводом Пахомия (Брускова) на Чистопольскую кафедру, временное управление епархией поручено митрополиту Саратовскому и Вольскому Игнатию (Депутатову).
24 августа 2023 года на Покровскую кафедру назначен епископ Фома, бывший до этого наместником Троице-Сергиевой лавры.

## Епископы
Покровское викариатство
- 16 мая — 16 сентября 1931 — Серафим (Зборовский)
- 16 сентября 1931 — 27 октября 1940 — Павел (Флеринский) (в управление не вступил)

Покровская епархия
- 19 декабря 2011 ― 16 марта 2023 — Пахомий (Брусков)
  - 16 марта ― 24 августа 2023 — Игнатий (Депутатов), в/у, митрополит Саратовский
- 24 августа 2023 — 15 мая 2025 — Фома (Демчук)
- с 15 мая 2025 — Феодор (Белков)

## Благочиния
По состоянию на август 2023 года:
- Архангельское благочиние — протоиерей Стахий Жулин
- Ершовское благочиние — протоиерей Евгений Клементьев
- Краснокутское благочиние — иерей Дионисий Веску
- Новоузенское благочиние — протоиерей Сергий Буриков
- Покровское благочиние

## Монастыри
Действующий
- Успенский монастырь (женский) (р.п. Приволжский)[10]

Недействующий
- Новоузенский Свято-Троицкий монастырь (женский)